# Francis Smerecki
Francis Smerecki, né le 25 juillet 1949 au Mans et mort le 6 juin 2018 à Fontenay-lès-Briis (Essonne), est un footballeur puis entraîneur français. Il évolue au poste de milieu de terrain de la fin des années 1960 au milieu des années 1980.
Formé au Mans UC, il joue ensuite au Stade lavallois, au Paris FC et au Limoges FC.
Devenu entraîneur, il dirige principalement le Limoges FC, l'USL Dunkerque, l'US Valenciennes-Anzin, l'EA Guingamp et l'AS Nancy-Lorraine. Il rejoint en 2004 la Fédération française de football et devient  sélectionneur-entraîneur national à la DTN. Il remporte en 2010 le Championnat d'Europe des moins de 19 ans.

## Biographie
Francis Smerecki est le fils de Joseph Smerecki, ancien joueur du CO Pontlieue et de la SS de Noyen-sur-Sarthe, où il a comme entraîneur José Arribas.

### Carrière de joueur
International militaire (1968), amateur (1973-1975) et olympique, ce demi-offensif commence le football au CO Pontlieue. En février 1966 il est sélectionné dans l'équipe des cadets de l'Ouest avec Raymond Keruzoré. Il évolue au Mans UC durant six ans et au Bataillon de Joinville durant son service militaire. Francis Smerecki est ouvrier à l'usine Renault quand il commence une seconde carrière en optant pour le football professionnel au Stade lavallois où il joue trois ans, dirigé par Michel Le Milinaire, et participe à la montée du club en Division 1. Stagiaire pro jusqu'à 28 ans, il quitte le club en 1977.
Il joue ensuite au Paris FC pendant deux ans puis au Limoges FC durant cinq ans. C'est dans ce club qu'il fait ses premiers pas d’entraîneur, succédant à Robert Dewilder, en 1984.

### Carrière d'entraîneur

#### En club
Francis Smerecki passe ses diplômes d'entraîneur au début des années 1980. En 1982 il obtient le BEES 2e degré spécifique football. En 1985 il rejoint l'USL Dunkerque. Il réussit à stabiliser le club nordiste en milieu de tableau. Après six années, il est remplacé par Alex Dupont en 1990.
En 1991, il rejoint l’US Valenciennes-Anzin. Pour sa première saison dans le Nord, il ramène VA en D1 et connait ainsi sa troisième remontée, après le Stade lavallois et le Paris FC quand il jouait. Quelques mois délicats dans le nord, et Smerecki est remercié.
Après une période de réflexion, en juillet 1993, il prend les rênes de l’En avant Guingamp, alors en National 1. Sous son impulsion, le club breton monte en D1 deux ans plus tard, dispute la Coupe Intertoto, qu'il remporte, en 1996 (premier entraîneur français vainqueur de cette compétition estivale), et gagne ainsi le droit de disputer la Coupe de l’UEFA (contre l’Inter de Milan). L’EA Guingamp joue une demi-finale de la Coupe de la Ligue contre le FC Metz le 13 février 1996, et une finale de Coupe de France contre l'OGC Nice le 11 mai 1997. Francis Smerecki est élu meilleur entraîneur de D2 par l'UNECATEF en 1994, puis meilleur entraîneur de D1 en 1995 par France Football.
Le 15 février 1999, il quitte l’équipe bretonne pour rejoindre Le Havre AC, l’équipe du Président Hureau. En 2000, après la relégation du Havre AC en D2, il s’engage avec l’AS Nancy-Lorraine. Parti sans être parvenu à satisfaire les envies de montée  du club lorrain, Smerecki rejoint en 2003 le Stade lavallois, son ancien club.
En 2020 les internautes du Télégramme le désignent comme l'entraîneur du XXe siècle de l'EA Guingamp.
De 2001 à 2004, puis de 2007 à 2011 il est membre du comité directeur de l'UNECATEF. Il y crée en 2004 le programme « Dix mois vers l'emploi », destiné aux entraîneurs sans club.

#### Sélectionneur à la DTN
En septembre 2004, Francis Smerecki rejoint la direction technique nationale. Après avoir dirigé les 20 ans lors de la cinquième édition des Jeux de la Francophonie au Niger, il prend les rênes en 2005-2006 des moins de 16 ans.
Il dirige ensuite les moins de 17 ans avec lesquels il se qualifie pour la phase finale organisée à Antalya, en Turquie, du 4 au 16 mai 2008. Dans le groupe B, la France retrouve la république d'Irlande, l'Espagne et la Suisse. Comme Philippe Bergeroo en 2004, Francis Smerecki a gagné le droit de disputer la finale de l’Euro 2008, face au même adversaire espagnol. À Mardan, les joueurs de Francis Smerecki se sont en effet imposés face à l'équipe du pays hôte, en demi-finale, (1-1, 4 t.a.b. à 3).
Pour la saison 2008-2009, il est sélectionneur de l'Équipe de France des moins de 18 ans de football. Après avoir atteint la finale du Championnat d'Europe des moins de 17 ans l'an passé, les joueurs de Francis Smerecki disputent une saison 2008-2009 de transition. Pour le sélectionneur tricolore, le premier semestre 2009 est l'occasion de tester son équipe face aux meilleures nations européennes, en vue de l'Euro 2010 des moins de 19 ans en France, mais également de la coupe du monde FIFA U20 2011 en Colombie.
Pour la saison 2009-2010, l'équipe de France des moins de 19 ans est emmenée par Francis Smerecki, avec en ligne de mire l'Euro de la catégorie, organisée en Ligue de Basse-Normandie. Après une victoire contre les Pays-Bas (4-1) puis l'Autriche (5-0), et un match nul contre l'Angleterre (1-1), les Bleuets de Francis Smerecki atteignent le dernier carré de la compétition. Au stade Michel-d'Ornano de Caen, les jeunes tricolores triomphent de la Croatie sur le score de 2-1 puis de l'Espagne sur le même score en finale de l'épreuve. Lui aussi présent le 8 novembre 2010 lors de la fameuse réunion de la Fédération française de football, Francis Smerecki s'est opposé aux quotas ethniques, a trouvé l'idée « discriminatoire » et n'a pas voulu entrer dans la polémique.
Pour la saison 2010-2011, l'équipe de France des moins de 20 ans conduite par Francis Smerecki dispute du 29 juillet au 20 août 2011 la coupe du monde de la catégorie en Colombie. La quatrième place obtenue est alors la meilleure atteinte par une équipe de France dans cette compétition, les Bleuets ayant jusqu'alors toujours échoué au mieux en quart de finale (1997, 2001). Francis Smerecki avec Philippe Bergeroo encadre la nouvelle session du diplôme d'entraîneur professionnel de football (DEPF) pour les saisons 2010-2012.

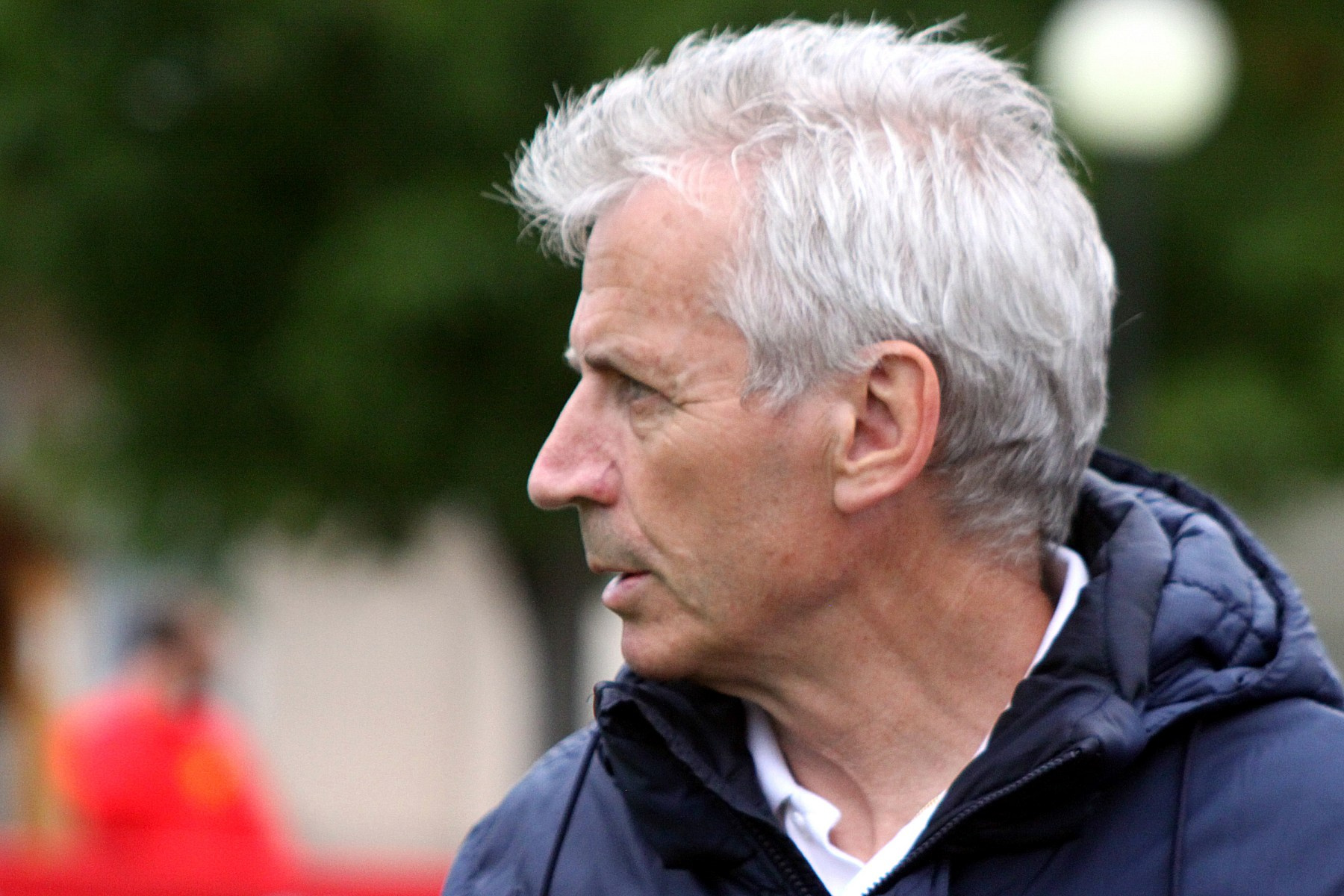
Smerecki lors du Tour élite de l'Euro U19 2013.

Pour la saison 2012-2013, c'est avec la génération 1994 que Francis Smerecki  dispute son troisième tournoi final européen. En effet, la sélection U19 prend part du 20 juillet au 1er août 2013, en Lituanie à la phase finale de l'Euro 2013 et est opposée dans la poule B, à la Géorgie, à la Turquie et à la Serbie. Les hommes de Francis Smerecki, déjà couronné dans cette catégorie d'âge en 2010, se qualifient pour la finale de l'Euro 2013 en s'imposant contre l'Espagne (2-1). Ils retrouvent en finale la Serbie où ils s'inclinent un but à zéro. Après la fin de la compétition, il continue à diriger cette sélection pour la saison suivante. Francis Smerecki est présent avec les « Bleus » au Brésil lors de la Coupe du monde 2014, il est chargé de superviser les adversaires de l’équipe de France.
Francis Smerecki, sélectionneur de l'équipe de France U20 est présent avec ses bleuets au 43e Festival International Espoirs de Toulon, du 25 mai au 7 juin 2015. L'équipe de France U20 se trouve dans le groupe A avec le Costa Rica, les États-Unis, les Pays-Bas et le Qatar. Au terme d'une quatrième victoire consécutive dans son groupe, l'équipe entraînée par Francis Smerecki s'est finalement qualifiée pour la finale du tournoi en terminant première de son groupe. Le dimanche 7 juin 2015, au stade Mayol, les jeunes Français dirigés par Francis Smerecki, menés pendant plus de cinquante minutes par le Maroc, ont fini par s'imposer (3-1) en finale du tournoi de Toulon.
Cette finale remportée par l'équipe de France des moins de 20 ans est le « dernier match » de Francis Smerecki à sa tête.
Francis Smerecki est présent avec Philippe Bergeroo au Canada, du 6 juin au 5 juillet 2015, pour la Coupe du monde féminine FIFA.
La Fédération française de football annonce son décès le 7 juin 2018. Noël Le Graët, alors président de la FFF, déclare : « La disparition de Francis, qui a lutté avec un courage exemplaire contre la maladie ces derniers mois, plonge la Fédération dans une grande tristesse ». Un hommage appuyé a été rendu à Francis Smerecki avant le coup d'envoi du match amical France - États-Unis au Groupama Stadium de Lyon, ultime répétition des Bleus avant le début de leur Mondial russe, le samedi 9 juin 2018. Un film retraçant sa carrière a été diffusé sur les écrans géants du stade, et le public a applaudi chaleureusement pendant près de trois minutes.

## Palmarès d'entraîneur
Francis Smerecki dispute 450 matches de D1 et D2 en tant que joueur. Il a par ailleurs passé 639 matches sur le banc de touche d'une équipe professionnelle ou semi-professionnelle.

### En club
- 1995 : Trophées UNFP du football, meilleur entraîneur de Division 1, avec l'EA Guingamp.
- 1995 : Entraîneur français de l'année 1995 selon France Football.
- 1996 : Vainqueur de la Coupe Intertoto avec l'EA Guingamp.
- 1997 : Finaliste de la Coupe de France avec l'EA Guingamp.

### En sélection nationale
- France U17
  - Finaliste du Championnat d'Europe des moins de 17 ans : 2008

- France U19
  - Vainqueur du Championnat d'Europe des moins de 19 ans : 2010
  - Finaliste du Championnat d'Europe des moins de 19 ans : 2013

- France U20
  - Vainqueur du tournoi de Toulon : 2006 et 2015